# Henri Dollez
Ne doit pas être confondu avec Henri Dollet.
Henri Edmond Dollez est un homme politique français né le 23 avril 1814 à Crèvecœur (Nord) et mort le 6 août 1882 au Vésinet.
Cultivateur, il est député du Nord de 1848 à 1849, siégeant avec les républicains de la nuance du National.

## Sources
- « Henri Dollez », dans Adolphe Robert et Gaston Cougny, Dictionnaire des parlementaires français, Edgar Bourloton, 1889-1891 [détail de l’édition]